# Order of War: Challenge
Order of War: Challenge (tạm dịch: Mệnh lệnh chiến tranh: Thách thức) là phiên bản độc lập tiếp theo của trò chơi chiến thuật thời gian thực Order of War do hãng Wargaming.net phát triển và Square Enix phát hành thông qua hệ thống Steam với giá 15$ vào ngày 3 tháng 12 năm 2010. Phiên bản này không có nội dung nào mới thay vào đó chỉ tập trung hoàn toàn vào mục chơi mạng.

## Lối chơi
Order of War: Challenge có sáu chế độ chơi cùng mười hai bản đồ mới, hơn hẳn phiên bản cũ chỉ sở hữu một chế độ và sáu bản đồ. Trong số đó, một vài phần chơi quen thuộc nhưng tương đối hấp dẫn như Survival mode (ở chế độ này người chơi cùng một vài người bạn nữa chống đỡ những cuộc tấn công liên tục từ kẻ thù với độ khó tăng dần lên sau mỗi đợt) hay Free For All (dành cho 4 người chơi giao chiến lẫn lộn). Game cũng cung cấp các map giao tranh (skirmish) với AI để người chơi có thể làm quen với game.
Trong Order of war: Challenge, người chơi sẽ được điều khiển quân đội của một trong ba quốc gia: Mỹ, Đức Quốc xã và Liên Xô với mỗi quốc gia sở hữu 15 đơn vị khác nhau từ lính bộ binh, thiết giáp, pháo binh đến không quân. Trong hầu hết thời gian chơi, người chơi phải tập trung vào việc điều khiển quân đội chiếm đóng các điểm quan trọng trên bản đồ đồng thời sử dụng linh hoạt các hỗ trợ từ pháo hạng nặng hay máy bay rải thảm nhằm chiếm ưu thế trước đối thủ.
Về cơ bản, lối chơi của Challenge không có thêm cải tiến nào từ phiên bản gốc. Cơ chế của game xoay quanh hai hoạt động chính: chiếm điểm và mua quân. Người chơi phải liên tục điều động các đơn vị của mình di chuyển đến các địa điểm có đánh dấu cờ trên bản đồ và đợi một thời gian để vùng đó thuộc về mình (tương tự dòng Company of Heroes của hãng Relic). Các điểm này cũng có thể bị kẻ địch đánh chiếm vì đây chính là nơi cung cấp tài nguyên duy nhất: tiền.
Càng nhiều điểm chiếm được, người chơi càng có lợi thế về kinh tế và từ đó có thể mua được thêm nhiều đơn vị quân hơn hoặc sử dụng các loại hỗ trợ đặc biệt như pháo binh hay máy bay ném bom rải thảm. Challenge còn cung cấp một danh sách các đơn vị quân sự khá phong phú với nhiều loại binh chủng từ quân lính đến các loại thiết giáp hay pháo binh nên người chơi có thể lựa chọn nhiều kiểu đánh khác nhau như cố thủ bằng pháo tầm xa hay tràn lên đánh nhanh bằng các loại tăng hạng nhẹ.

## Khuyết điểm
Tuy vậy, cách xây dựng lối chơi của Order of war: Challenge có phần mất cân bằng. Đầu tiên phải kể đến là nơi xuất phát của các đơn vị. Thay vì chỉ xuất phát từ một khu vực đầu não như Company of Heroes, giờ đây, chỉ cần người chơi chiếm giữ điểm sát mép bản đồ là quân đội có thể ngay lập tức tiến vào tham chiến. Điều này khiến cho cuộc chơi trong game quá tập trung vào việc chiếm các điểm trọng yếu trên bản đồ thay vì phải lựa chọn chiến thuật linh hoạt hơn, trải rộng khắp trận địa. Công việc chiếm điểm gần như là việc quan trọng duy nhất cần làm, bởi chỉ cần sở hữu một vị trí tốt nào đó là kinh tế của phe đó sẽ hơn hẳn phía đối diện, và biến trận đấu trở nên mất cân bằng, làm giảm giá trị chiến thuật của game.
Thêm vào đó, các đơn vị Tăng, pháo binh, thiết giáp có phần vượt trội hơn bộ binh khiến chiến trường có phần phi thực tế. Mặc dù các đơn vị lính có thể di chuyển qua những vùng địa hình phức tạp hơn, nhưng việc sở hữu tốc độ chậm, lại tỏ ra yếu đuối trước hỏa lực của các loại khí tài. Có một điểm khá thiếu sót là nhà sản xuất lại bỏ qua chức năng ghi lại trận đấu (replay) trong game khiến người chơi không thể nào thưởng thức lại những chiến tích của mình.

## Đồ họa
Đồ họa của Order of War: Challenge không thực sự xuất sắc, chỉ dừng ở mức trung bình khá. Tông màu tối khiến hiệu ứng cháy nổ nổi bật, môi trường rộng, các đơn vị được thiết kế chi tiết nhưng nhìn tổng thể, game không đem lại một cảm giác gì thực sự đặc biệt cho người chơi. Các bản nhạc game vẫn giữ nguyên chất chiến tranh như phiên bản cũ, và các đơn vị quân cũng có giọng nói đặc trưng cho từng đất nước.